# Димас, Ману
Мануэль Димас Суарес Арбело (исп. Manuel Dimas Suárez Arbelo, более известный как Ману Димас; 18 апреля 1992, Лас-Пальмас-де-Гран-Канария) — испанский футболист, нападающий клуба «Марино».

## Биография
На профессиональном уровне дебютировал во второй части сезона 2010/11 в составе клуба «Весиндарио», за который сыграл 7 матчей и забил 1 гол в испанской Сегунде Б. Следующие два сезона Димас провёл в клубах Терсеры «Лас-Пальмас Атлетико» и «Эстрелья». Сезон 2013/14 снова провёл в Сегунде Б в составе клуба «Ла-Рода». В 2014 году вернулся в «Лас-Пальмас Атлетико». В сезоне 2014/15 сыграл 33 матча и забил 9 голов в Сегунде Б, но по итогам сезона его команда вылетела в Терсеру. 
В 2016 году Димас стал игроком клуба «Гихуэло». В том же году вместе с командой он дошёл до 1/16 финала Кубка Испании, где сыграл в двух матчах с «Атлетико Мадрид» (общий счёт 1:10). В составе «Гихуэло» провёл два с половиной сезона. 31 января 2019 года подписал контракт с клубом чемпионата Гибралтара «Европа». В оставшейся части сезона вместе с командой он стал обладателем Кубка и Суперкубка Гибралтара, а летом того же года дебютировал в отборочной стадии Лиги Европы УЕФА, где в предварительном раунде «Европа» была сильнее андоррского клуба «Сан-Жулиа», а в первом раунде уступила польской «Легии». Сезон 2019/20 в Гибралтаре не был доигран в связи с пандемией COVID-19 и чемпион официально не объявлялся, однако находившаяся на первом месте «Европа» получила место в Лиге чемпионов УЕФА. 18 августа 2020 года Димас сыграл 30 минут в матче против «Црвены Звезды» (0:5) в первом отборочном раунде Лиги чемпионов. 4 сентября игрок вернулся в Испанию, где подписал контракт с клубом «Марино».

## Достижения
«Европа»
- Обладатель Кубка Гибралтара: 2019
- Обладатель Суперкубка Гибралтара: 2019